# Подгайцы
Подга́йцы (укр. Підга́йці) — город в Тернопольском районе Тернопольской области Украины. Административный центр Подгаецкой городской общины. Расстояние до Тернополя — 60 км.

## География
Расположен на правом берегу в верхнем течении реки Коропец.
Подгайцы находятся в 60 км от Тернополя, если ехать по автодороге через Козову, или около 65 км, если ехать через Дружбу.

## История
Первое упоминание в письменных источниках о Подгайцах относится к 1468 году.
Был захвачен польскими войсками, после чего вошёл в состав Русского воеводства Речи Посполитой.
В 1539 году предоставлено Магдебургское право.
В XV—XVI вв. город принадлежал шляхетской семье Бучацких, а с 1630 года — магнатам Потоцким.
В 1655 году казацкие полки штурмом взяли замок. В октябре 1667 года польские войска разбили в сражении под Подгайцами объединённые войска казаков Петра Дорошенко и крымских татар.
В сентябре 1698 года польские войска разгромили в бою под Подгайцами отряды крымских татар.
После первого раздела Речи Посполитой в 1772 году Подгайцы отошли к Австрии, в 1898 году это был город с населением около 6 тыс. человек (в основном поляков и евреев).
В конце XIX века Подгайцы были повятовым городом с развитой промышленностью (фабрика сельскохозяйственных машин и орудий, печи для отжигания посуды, пивоваренный завод, винокурня. В начале XX века через город была проложена железная дорога, не достроенная из-за начала Первой мировой войны — линия Львов — Перемышляны — Бережаны — Подгайцы, продолжение которой планировалось через Бучач до Залещиков. Эта железная дорога сыграла важную роль в 1916 году при Брусиловском прорыве.

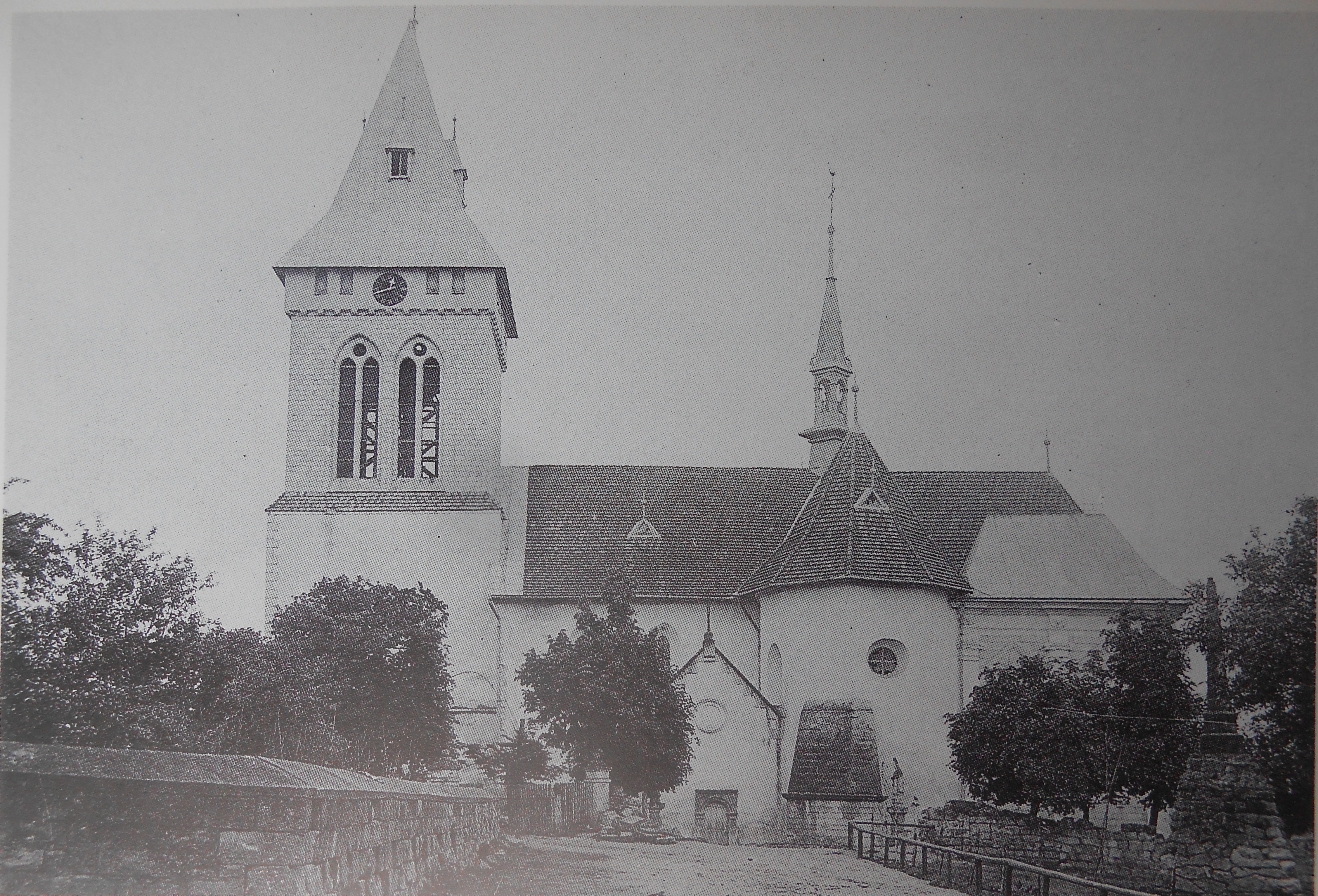
Костёл Пресвятой Троицы, 1924

После распада Австро-Венгрии в 1919 году был захвачен польскими войсками. После окончания советско-польской войны город остался в составе Тарнопольского воеводства Польши.
В 1925 году здесь начала действовать ячейка КПЗУ.
В сентябре 1939 года вошёл в состав СССР и получил статус города.
В ходе Великой Отечественной войны 4 июля 1941 года был оккупирован немецкими войсками и включён в состав дистрикта «Галиция». В период оккупации всё еврейское население было уничтожено.
Освобождён 26 марта 1944 года войсками 1-го Украинского фронта в ходе Проскуровско-Черновицкой операции:
- 60-я армия — часть сил 8-й стрелковой дивизии (генерал-майор Смирнов Андрей Семёнович) 23-го стрелкового корпуса (генерал-майор Чуваков Никита Емельянович).

Вторично оккупирован 5 апреля 1944 года. Освобождён 21 июля 1944 года войсками 1-го Украинского фронта в ходе Львовско-Сандомирской операции:
- 1-я гвардейская армия — 155-я стрелковая дивизия (полковник Иванчура Иван Маркович) 74-го стрелкового корпуса (генерал-лейтенант Шевердин Фёдор Ефимович)[6].

В ходе боевых действий и оккупации 1941—1944 город был почти полностью разрушен, а железнодорожная линия — уничтожена, но в дальнейшем они были восстановлены.
В 1975 году здесь действовали фабрика металлоизделий, хлебокомбинат, комбикормовый завод и сыродельный цех Бережанского маслосыродельного завода.
В 1982 году здесь действовали консервный завод, комбикормовый завод, производственное отделение райсельхозтехники, филиал Бучачского производственного объединения металлоизделий, комбинат коммунальных предприятий, лесничество, ПТУ, две общеобразовательные школы, больница, поликлиника, Дом культуры, две библиотеки и кинотеатр. Также здесь имелись памятники В. И. Ленину и А. Мицкевичу.
В январе 1989 года численность населения составляла 3661 человек, основой экономики в это время являлись производство металлоизделий и предприятия пищевой промышленности.
В 1940—1962 и 1991—2020 годах — административный центр Подгаецкого района.
В мае 1995 года Кабинет министров Украины утвердил решение о приватизации находившейся в городе райсельхозтехники. В январе 1996 года Кабинет министров Украины передал находившийся на окраине города запасной военный аэродром в распоряжение городского ПТУ № 24.
В июне 2001 года было возбуждено дело о банкротстве консервного завода, 21 декабря 2001 он был признан банкротом и началась процедура его ликвидации.
По состоянию на 1 января 2013 года численность населения составляла 2866 человек.
В ходе административно-территориальной реформы в Украине, в 2020 году Подгаецкий район был упразднён, а город стал административным центром Подгаецкой городской общины Тернопольского района.

## Экономика
Природные ресурсы: песчаники, песок, глина; сельскохозяйственные угодья (36 700 га), леса.
Основные отрасли: сельское хозяйство (свекловодство, производство зерна, мясо-молочное животноводство, свиноводство), пищевая промышленность (консервный, маслосырзавод), металлообработка (завод «Металлист»), производство строительных материалов (кирпичный завод).

## Транспорт
- находится в 24 км от ближайшей ж.-д. станции Потуторы[3][4] (на линии Тернополь — Ходоров)[2] Львовской железной дороги

## Достопримечательности

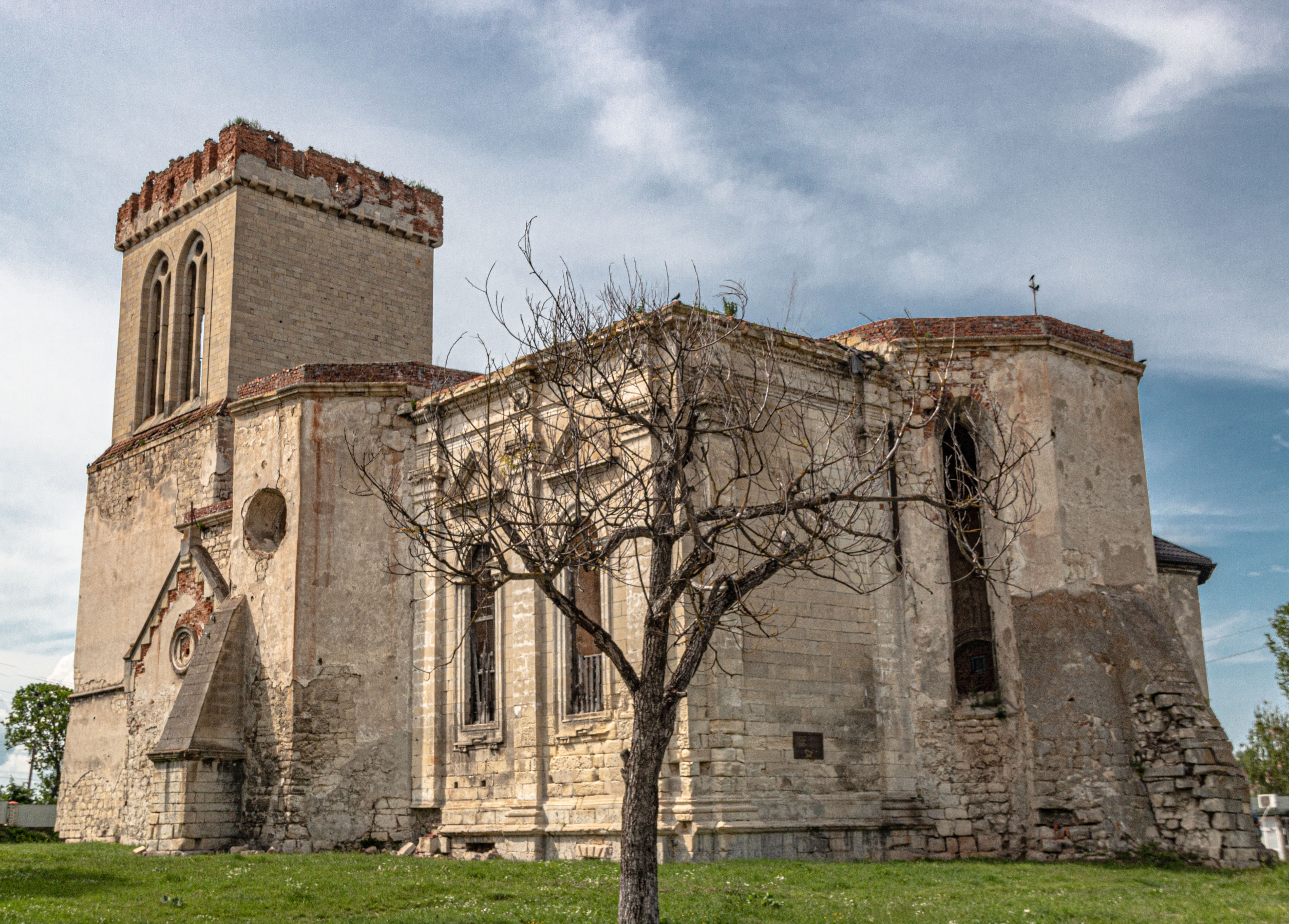
Костёл Пресвятой Троицы

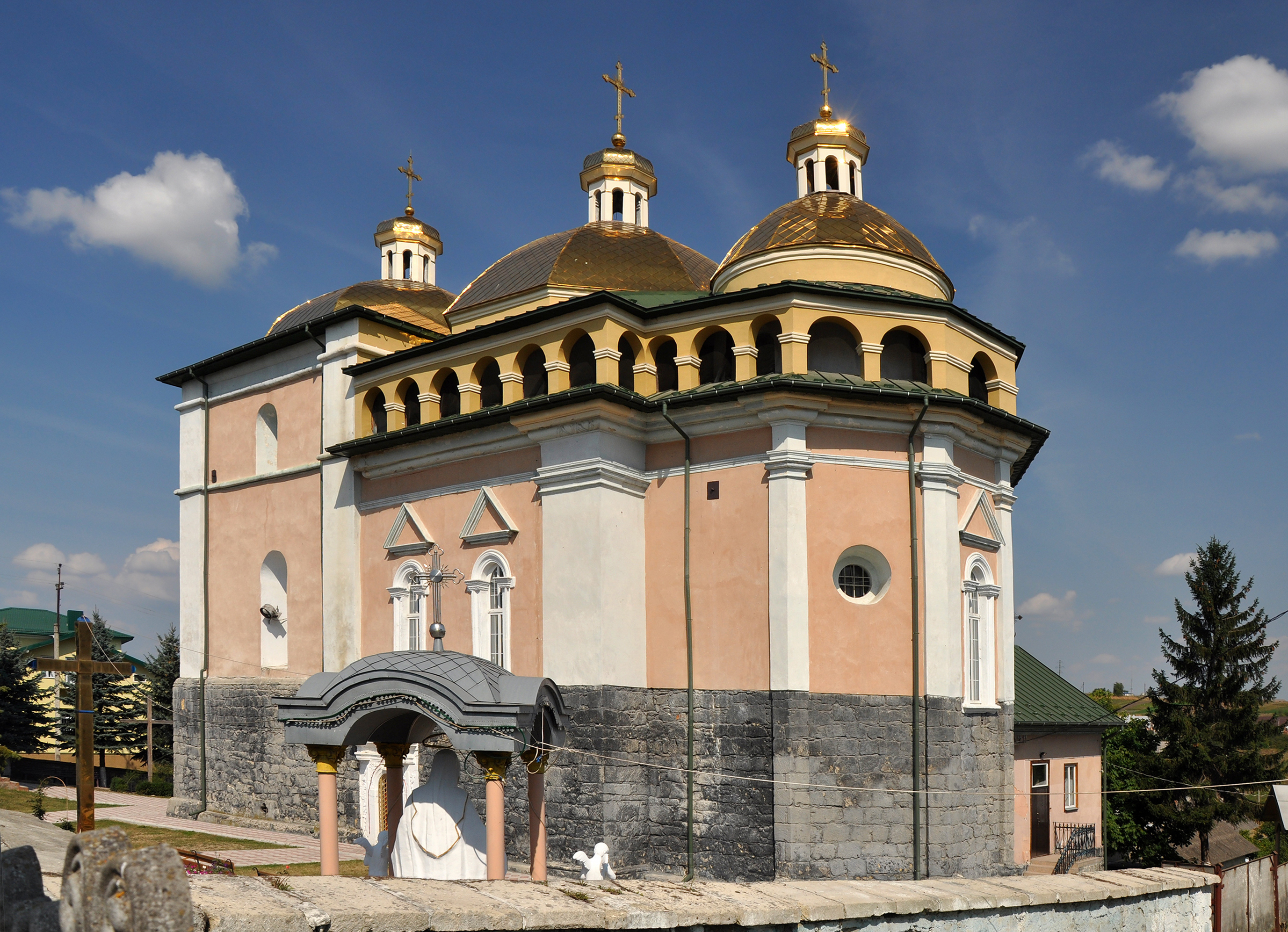
Успенская церковь УПЦ КП

- Успенская церковь 1653 г. Находится на ул. Бережанской. Возведена в стиле ренессанса в сочетании с украинскими церковными традициями в 1650—1653 гг. В интерьере живопись в стиле барокко. Имеет статус памятника архитектуры национального значения. Здание каменное, трехъярусное. Особенностью здания является устроенный на крыше боевой обход с аркадой. Фасады оформлены пилястрами, а порталы и обрамления окон — профилированием и резьбой в стиле возрождения. Уникальная деревянная скульптура середины XVII в. хранится в Киевском музее украинского искусства.
- Спасо-Преображенская церковь 1772 г. Расположена по ул. Галицкой. Церковь деревянная, произведение галицких мастеров. Вход на южном фасаде оформлен резным крыльцом.
- Звонница Спасо-Преображенской церкви середины XIX в. Деревянная, двухъярусная, каркасной конструкции, четырёхгранная. Перекрыта шатровой крышей.
- Костёл Пресвятой Троицы 1634 г. Находится на ул. Мицкевича. Принадлежит Римско-католической церкви. Состояние аварийное.

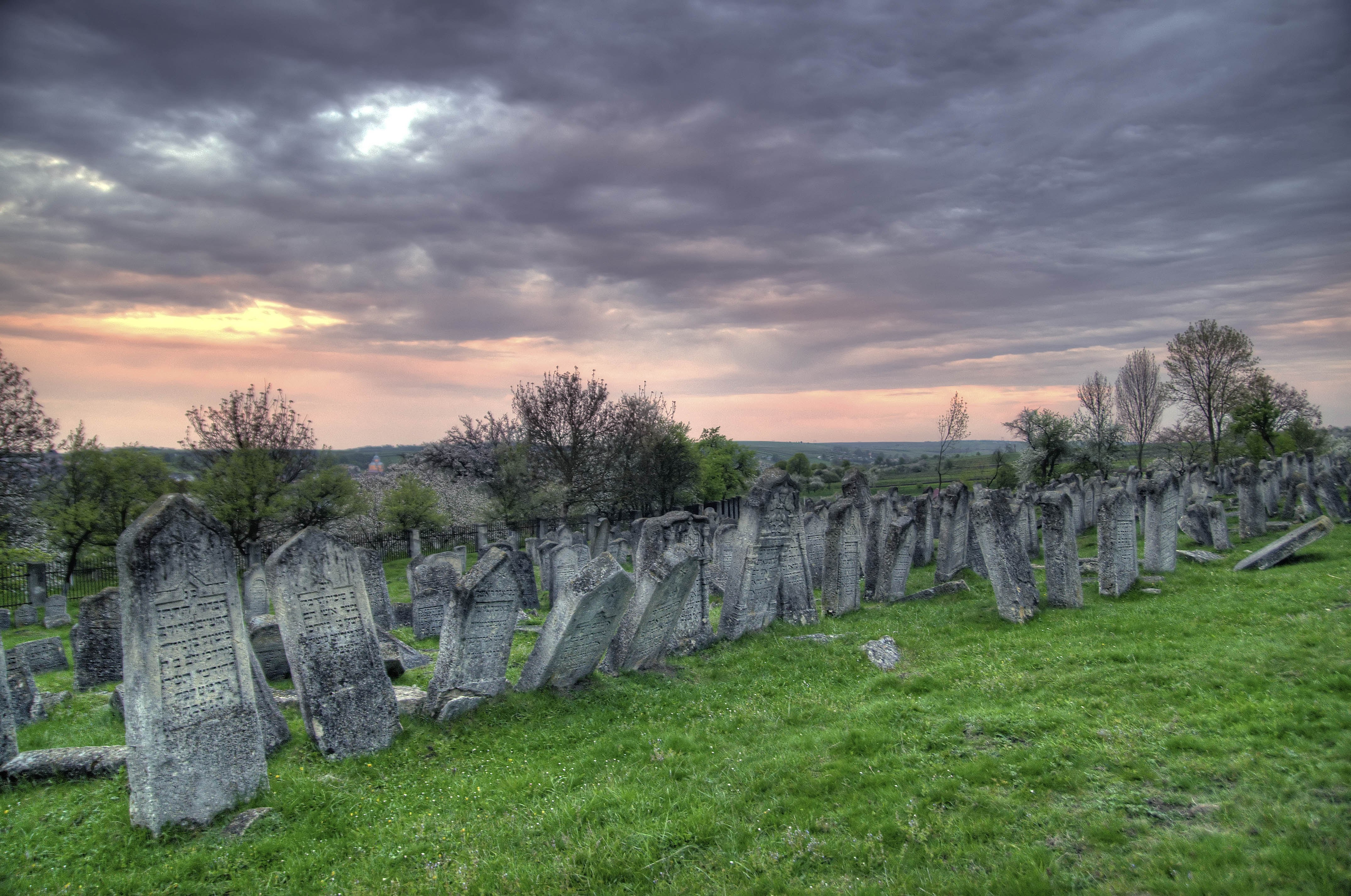
Старое еврейское кладбище

- Синагога конца XVI — начала XVII в. Расположена на ул. Леси Украинки. Одно из старейших зданий города. Имеет статус памятника архитектуры национального значения. Была возведена в конце XVI века как арианский молитвенный дом. В 1640-х годах приспособлена под синагогу. Здание из песчаника, прямоугольное в плане. Плоские стены прорезаны узкими стрельчатыми окнами, восточный фасад укреплён контрфорсами. Частично сохранилась верхняя часть главного портала в стиле ренессанса с резной надписью и растительными мотивами над архивольтом. В интерьере — остатки резьбы и лепнины.
- Старое еврейское кладбище. Одно из крупнейших, сохранившихся на Украине, открыто в 1420 году.

## Известные уроженцы и жители
- Вольский, Николай (1553—1630) — государственный деятель Речи Посполитой.
- Рудницкий, Михаил Иванович (1889—1975) — украинский общественный деятель, литературовед, критик, писатель, переводчик.
- Реттель, Леонард (1811—1885) — польский политик, повстанец, писатель, поэт, переводчик.
- Курдыдык, Анатоль (1905—2001) — украинский писатель, поэт, журналист, общественный деятель.